# 石板鳥屬
石板鳥屬是古顎類中較原始的成員，生存於5600萬至4000萬年前不等的古新世至始新世時期。

## 下属分类
本属包括以下物种：
- Lithornis celetius Houde, 1988
- Lithornis plebius Houde, 1988
- Lithornis promiscuus Houde, 1988[3]
- Lithornis vulturinus Owen, 1840